# Jeg - en elsker
Jeg – en elsker er en dansk/svensk film fra 1966.
- Manuskript Peer Guldbrandsen efter roman af Ivan Strange.
- Instruktion Börje Nyberg.

Blandt de danske medvirkende kan nævnes:
- Jørgen Ryg
- Axel Strøbye
- Ebbe Langberg
- Paul Hagen
- Jeanne Darville
- Sigrid Horne-Rasmussen
- Tove Maës
- Jytte Breuning
- Lise Thomsen
- Dirch Passer